# Rezerwat przyrody Zimna Woda (województwo lubuskie)
Zimna Woda – florystyczny rezerwat przyrody położony w województwie lubuskim przy drodze wojewódzkiej nr 279, niedaleko dzielnicy Zielonej Góry – Kiełpina. Został on utworzony w 1959 roku na powierzchni 31,55 ha. W 1989 roku powiększono go do 88,69 ha. Obszar rezerwatu objęty jest ochroną ścisłą.
Celem ochrony jest zachowanie ze względów dydaktycznych i naukowych kompleksu łęgów olszowo-jesionowych i olsów wraz z naturalnymi procesami ich dynamiki. Wiosną większość terenu bywa zalewana wodą.

## Flora rezerwatu
Dominującym gatunkiem drzewa jest olsza czarna, która rośnie tu wraz z jesionem, dębem i brzozą. Sporadycznie występuje również sosna i świerk. Przeciętny wiek drzewostanu wynosi 90 lat. Podszyt w rezerwacie jest bujny i gęsty. Składa się głównie z leszczyny i czeremchy zwyczajnej. Runo leśne jest obfite, podszywające dno lasu w 70-100%. W rezerwacie stwierdzono ponad 230 gatunków roślin naczyniowych.

## Turystyka
Granicą rezerwatu biegnie niebieski szlak turystyczny, który daje możliwość bezpośredniego kontaktu z unikalną roślinnością. Przez rezerwat przechodzi także „droga prezydenta” zwana też „drogą królewską”, wzdłuż której rosną potężne dęby i jesiony.
Przy turystycznym wykorzystaniu rezerwatu obowiązują ograniczenia, o których informują tablice na obrzeżach obiektu.